# بروس هارلان
بروس هارلان (بالإنجليزية: Bruce Harlan)‏ هو غطاس أمريكي، ولد في 2 يناير 1926، وتوفي في 22 يونيو 1959 في نوروولك في الولايات المتحدة.

## وصلات خارجية
- بروس هارلان على موقع الاتحاد الدولي للسباحة (الإنجليزية)
- بروس هارلان على موقع قاعة مشاهير السباحة العالمية (الإنجليزية)
- بروس هارلان على موقع اللجنة الأولمبية الدولية (الإنجليزية)
- بروس هارلان على موقع أوليمبيديا (الإنجليزية)